# Kindlestown Castle

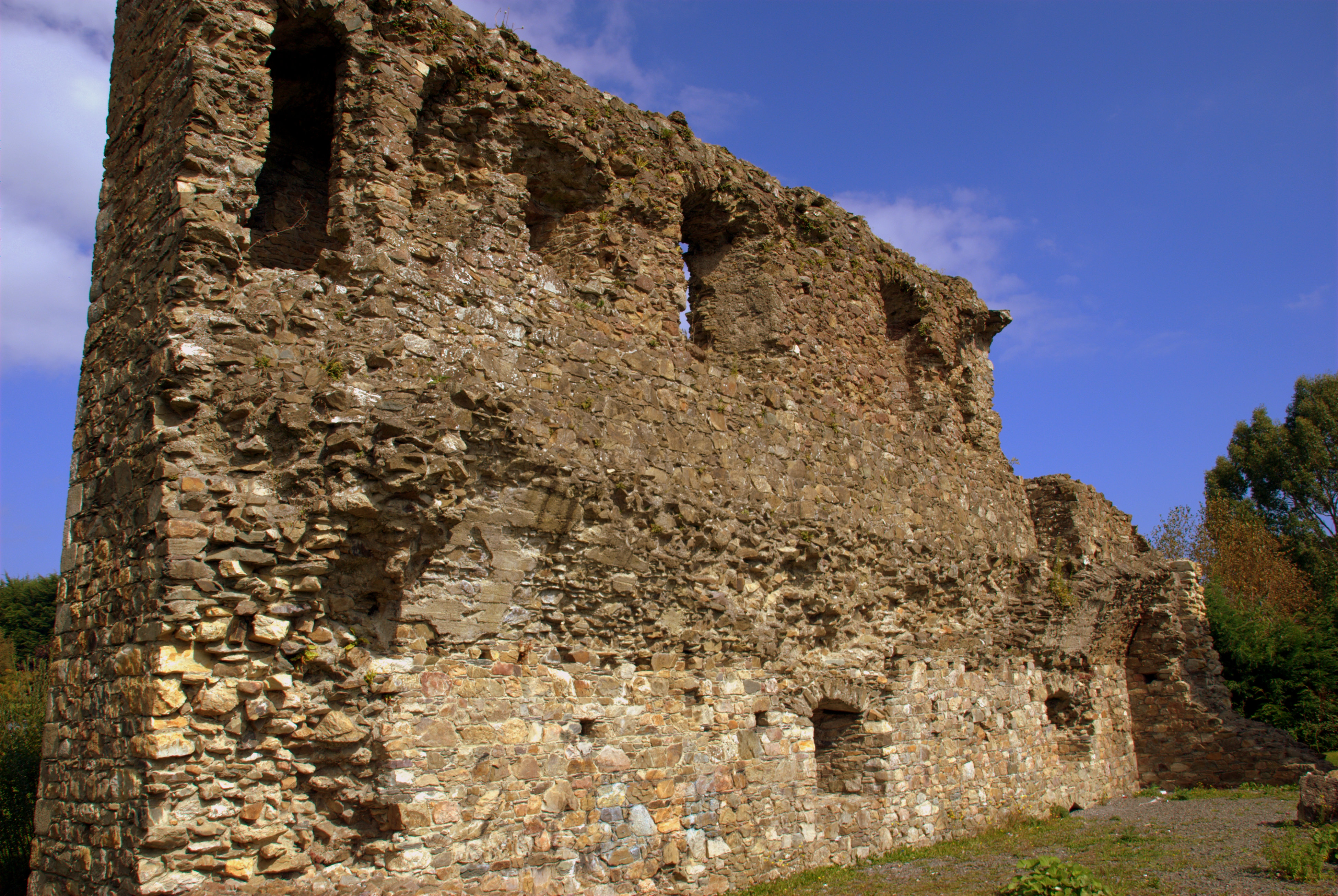
Nordmauer, Blick von innen

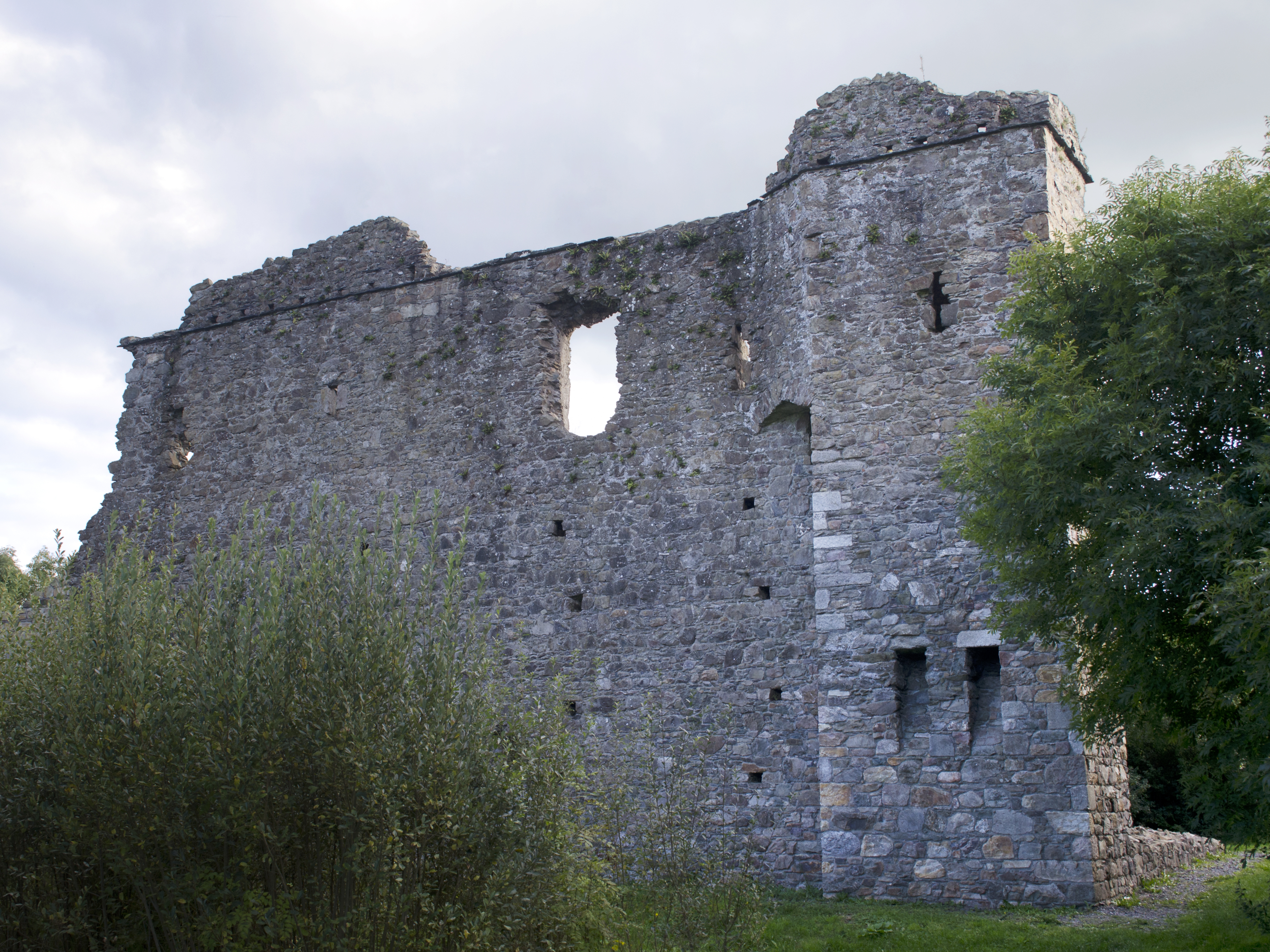
Nordmauer, Blick von außen, mit Schießscharten

Kindlestown Castle (irisch Caisleán Bhaile an Chinligh) ist die Ruine einer Niederungsburg an den Hängen des Kindlestown Hill nördlich des Dorfes Delgany, ca. 1,9 km westlich des Bahnhofes von Greystones im irischen County Wicklow. Sie gilt als National Monument.

## Geschichte
Kindlestown Castle ist ein spätes Beispiel für ein traditionelles Hallenhaus aus Stein, von dem aus man einen guten Überblick über die Landschaft und die irische See hat. Die Burg wurde nach ihrer Verbindung mit Albert de Kenley, einem Sheriff of Kildare im Jahre 1301, benannt. De Kenley soll das Gebäude Ende des 13. Jahrhunderts errichten haben lassen. Aus anderen Quellen geht ein früheres Baujahr, 1225, hervor und die Burg wird mit Walter de Bendeville in Verbindung gebracht.
De Kenley heiratete 1292 Joan, die Witwe von Ralph Mac Giolla Mocholmág (Sir Ralph FitzDermot), und verwaltete seine Ländereien für seinen Stiefsohn, John FitzDermot. Er behielt einige seiner Ländereien für sich selbst, wie man aus einem Dokument von 1304 sehen kann, und ließ vermutlich die Burg als Schutz gegen Angriffe der eingeborenen Iren errichten. 1301 brannten die O’Byrnes das nahegelegene Rathdown Castle nieder, dessen Bewohner vermutlich Schutz in Kindlestown Castle suchten. Aber John FitzDermot hielt den Kampf mit den Iren nicht aus und gab die Grundherrschaft von Rathdown 1305 an Nigel le Brun, den Escheator of Ireland, weiter. 1377 nahmen die O’Byrnes Kindelstown Castle selbst ein. Robert de Wickford, Lordkanzler von Irland, eroberte es wieder zurück und später fiel es an die Familie Archbold.
Um 1402 gab es einen weiteren Versuch der O’Byrnes, die Burg einzunehmen, aber die Archbolds konnten Donnacha O’Byrne abwehren. Kindlestown Castle florierte damals und wir wissen von den Untersuchungen von König Jakob I. von England, dass die Burg 1621 von 160 Hektar Land umgeben war und eine Wassermühle besaß.
Die Archbolds häuften Schulden an und so verkaufte Edward Archbold die Burg 1630 an William Brabazon, 1. Earl of Meath.

## Beschreibung
Die Burg bedeckt eine Fläche von 21 × 9,8 Metern und ist 8 Meter hoch, die Wände sind 1,5 Meter dick. Die nördliche und östliche Mauer sind bis zur oberen Brüstung intakt, aber die westliche und die südliche Mauer wurden in der Zeit nach dem Mittelalter zerstört. Die heute noch sichtbaren Teile der Burg wurden zwei Stockwerke hoch aus Kalkbruchstein errichtet. Es gibt einen hervorspringenden Turm an der Nordwestecke, ein ursprüngliches Tonnengewölbe im Erdgeschoss; der Eingang (im Erdgeschoss) und eine Treppe liegen in der östlichen Mauer. Die Fenster sind von außen kleine Schießscharten zur Verteidigung, nach innen weiten sie sich zu Segmentbögen. Fenstersitze sind im Obergeschoss erhalten. Die Überreste der geschieferten Brüstung und des steinernen Mauerverbandsbandes kann man in der vorderen Fassade sehen.